# Sister Morphine
Sister Morphine är en låt som först lanserades som singel av Marianne Faithfull 1969. Den var b-sida till låten "Something Better", men singeln drogs snabbt in av Decca som ansåg att "Sister Morphine" anspelade på droganvändning för tydligt. Den var skriven av henne tillsammans med Mick Jagger och Keith Richards. Låten spelades senare in av The Rolling Stones och togs med på albumet Sticky Fingers 1971. Deras version är mer berömd än Faithfulls. Faithfull stod ursprungligen inte med som låtskrivare varken på sin egen singel eller Rolling Stones-albumet. 1994 i och med att en nymix av Sticky Fingers lanserades stod Faithfull första gången med som upphovsman. En liveversion av låten finns med på albumet No Security.
Låten handlar om en man som har varit med om en bilolycka, och dör på sjukhuset medan han ber om att få morfin. 
På Rolling Stones inspelning medverkar Ry Cooder på "bottleneck" slidegitarr och Jack Nitzsche på piano.